# The Sound of Magic
The Sound of Magic (hangeul : 안나라수마나라 ; RR : Annarasumanara) est une série télévisée sud-coréenne s'illustrant dans les genres de la fantasy urbaine, du musical et du drame ; elle met en vedette Ji Chang-wook, Choi Sung-eun et Hwang In-yeop. Elle est basée sur le webtoon Annarasumanara de Ha Il-kwon.

## Synopsis
Yoon Ah-yi, une élève défavorisée du lycée Sewoon, a cessé de croire en la magie très tôt. Marquée par les tragédies, elle souhaite simplement grandir au plus vite pour échapper à son quotidien.
Une nuit, dans un parc d'attractions abandonné, Ah-yi fait la connaissance de Ri Eul. Ce magicien fantasque, doux et mélancolique s'avère son exact opposé : bien que trentenaire, il souhaite de tout cœur rester un enfant.
Dans ce lieu à l'abandon, la jeune fille laisse Ri Eul la guider dans la féerie et les rêves. Ils sont bientôt rejoints par Na Il-deung, un camarade de classe d'Ah-yi. Issu d'un milieu aisé, taciturne et froid, ce dernier cache en réalité de nombreux traumatismes.
Ri Eul va bouleverser la vie des deux adolescents à jamais...

## Distribution

### Acteurs principaux

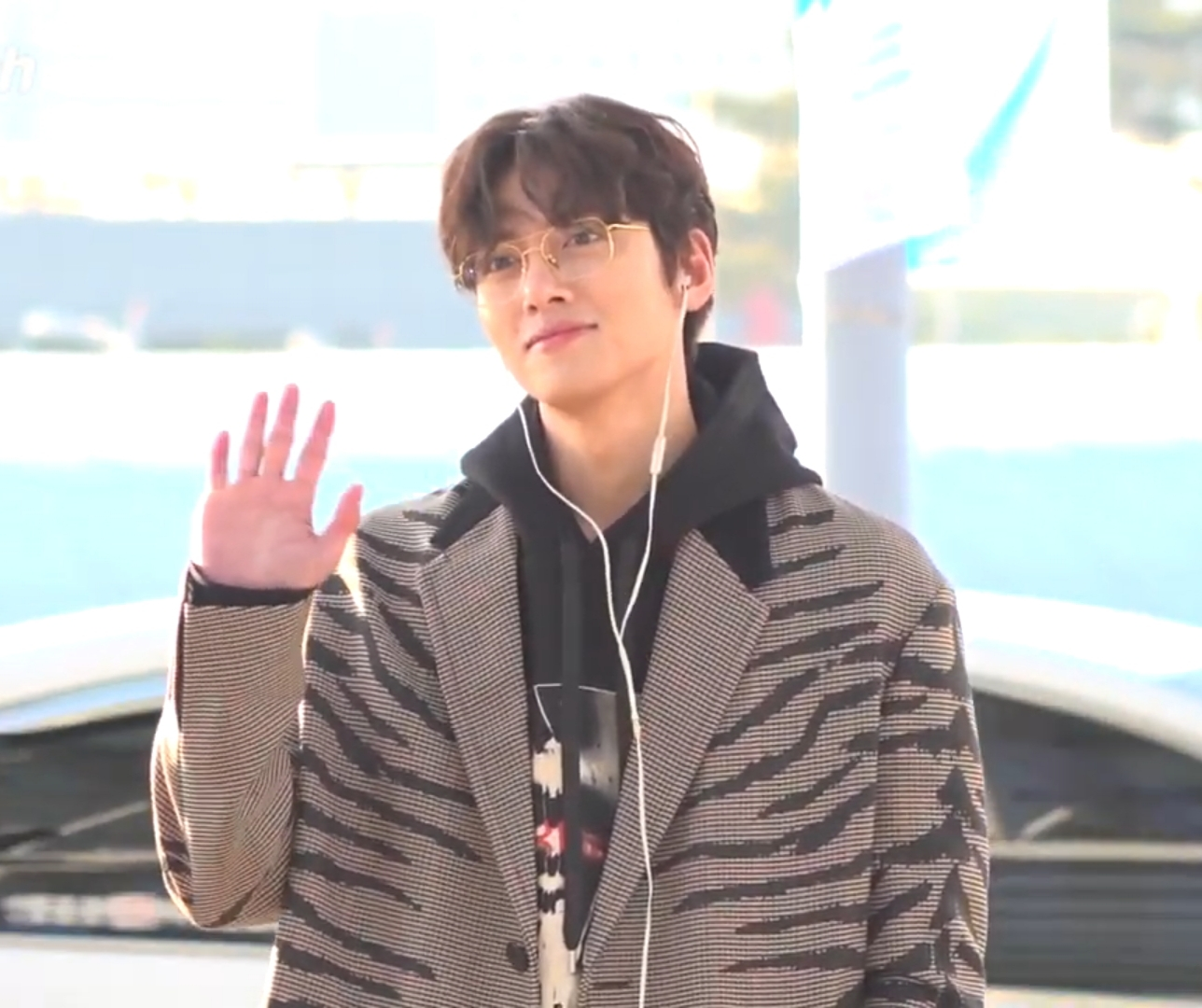
Ji Chang-wook : Ri Eul / Ryu Min-hyuk
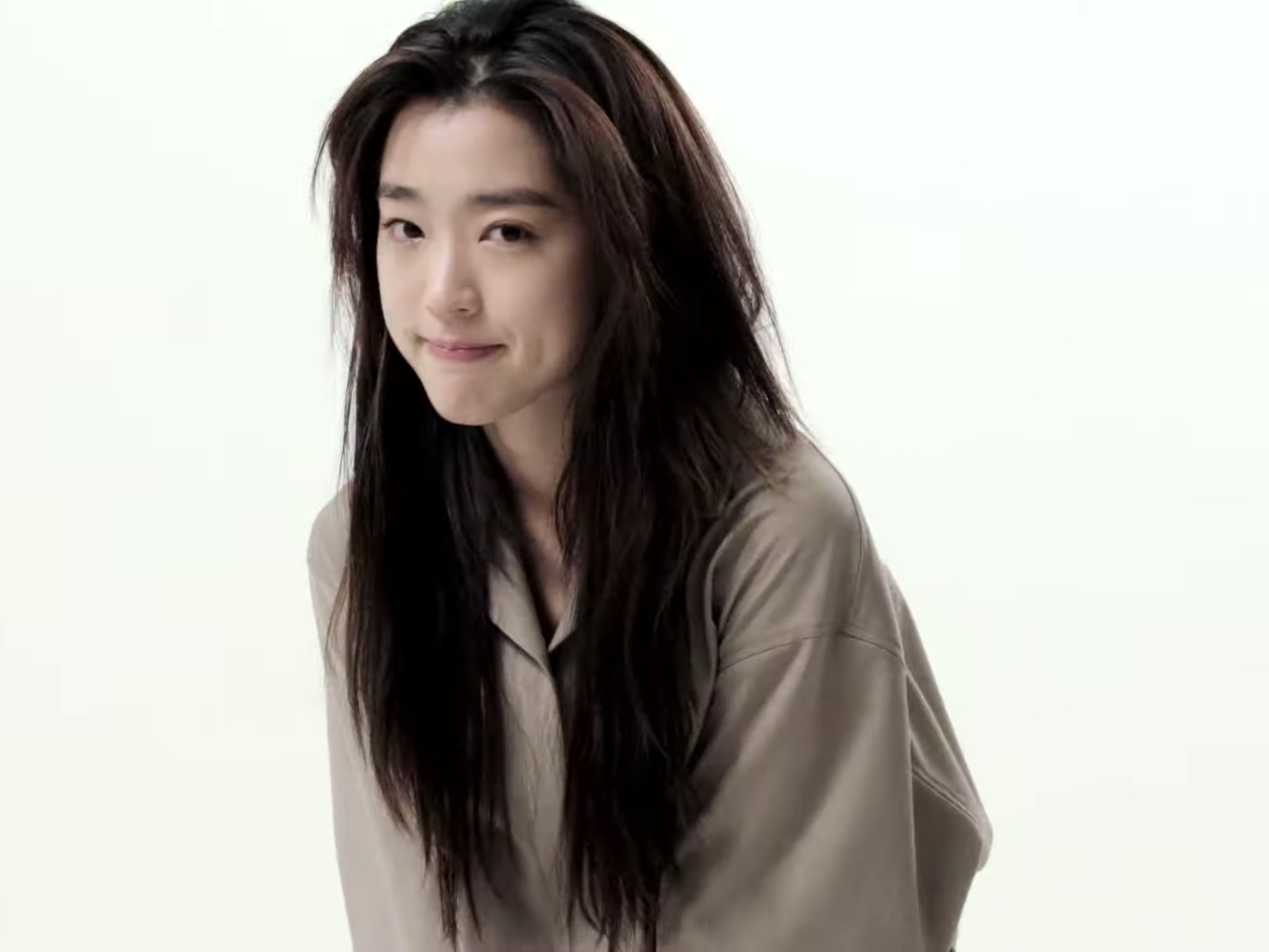
Choi Sung-eun
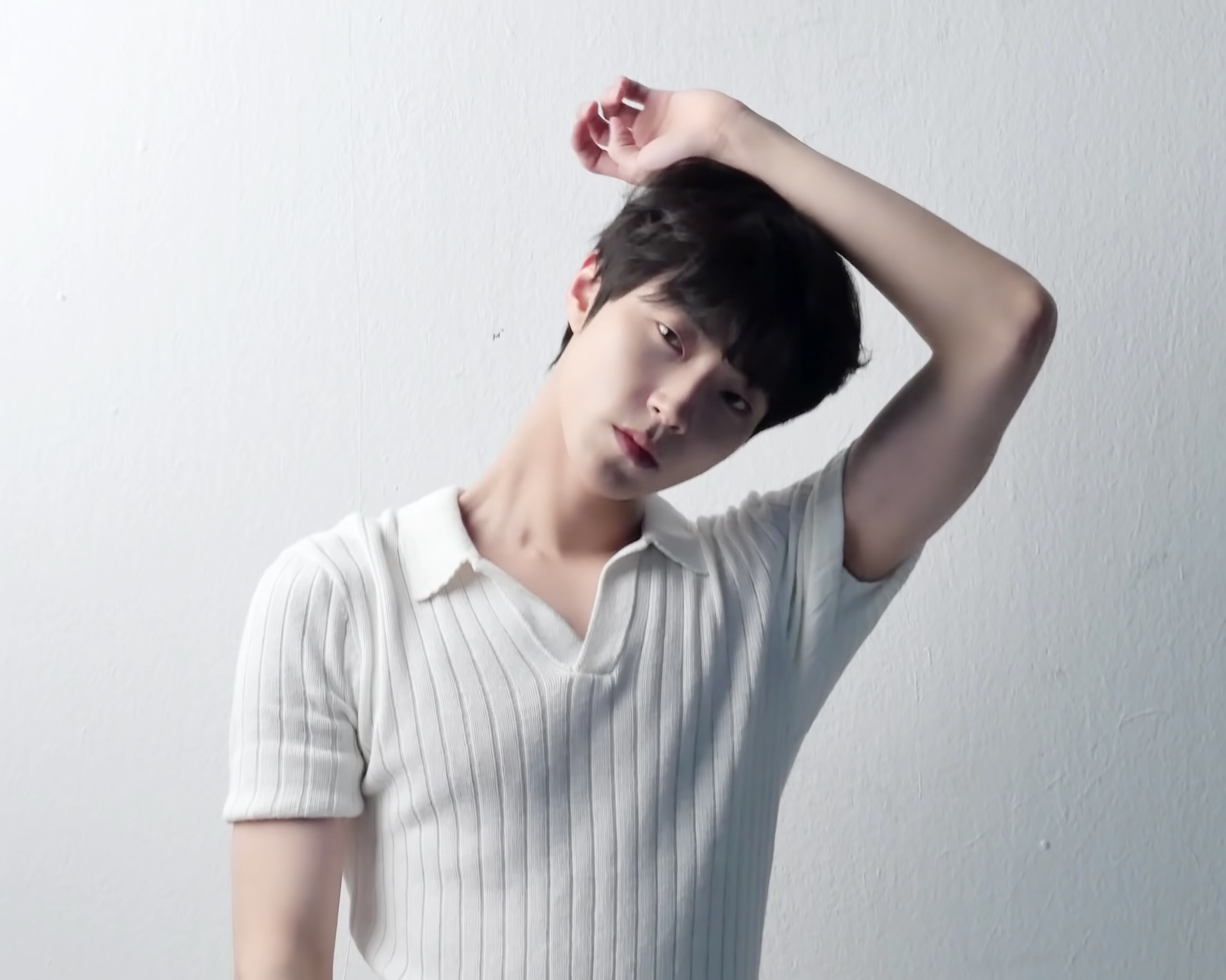
Hwang In-yeop
  - Nam Da-reum : Min-hyuk jeune

- Choi Sung-eun : Yoon Ah-yi
  - Joo Ye-rim : Ah-yi jeune

- Hwang In-yeop : Na Il-deung
  - Choi Seung-hoon : Il-deung jeune

- Ji Chang-wook
- Choi Sung-eun
- Hwang In-yeop

### Acteurs secondaires

#### La famille de Yoon Ah-yi
- Jo Han-chul : le père de Ah-yi
- Hong Jung-min : Yoon Yoo-yi, la sœur de Ah-yi

#### La famille de Na Il-deung
- Yoo Jae-myung : Na Ji-man, le père de Il-deung
- Kim Hye-eun : la mère de Il-deung

#### Au lycée Sewoon
- Ji Hye-won : Baek Ha-na, camarade de classe deAh-yi et Il-deung
- Kim Bo-yoon : Kim So-hee, camarade de classe deAh-yi et Il-deung
- Oh So-hyun : Seo Ha-yoon, camarade de classe deAh-yi et Il-deung
- Lim Ki-hong : Li Ki-hong, professeur

#### Autres
- Yoon Kyung-ho : Kim Doo-shik, propriétaire du supermarché Nice-on.
- Choi Young-joon : Détective Kim
- Kim Bada : Détective Park
- Park Ha-na : Min Ji-soo
  - Hong Seo-hee : Min Ji-soo jeune

## Episodes
1. Crois-tu à la magie ?
2. Ne me laisse plus rêver
3. Carrousel
4. Devenir adulte
5. La malédiction de l'asphalte
6. La dernière représentation

## Production
La série marque les retrouvailles du réalisateur Kim Seong-yoon et du scénariste Kim Min-jeong, lesquels avaient travaillé ensemble sur Love in the Moonlight (2016).
Les scènes de danse sont confiées au chorégraphe Hong Se-jeong, à l'œuvre sur les comédies musicales Phantom et The Man Who Laughs.
L'illusionniste Lee Eun-gyeol est embauché en tant que conseiller en magie.
En décembre 2020, Ji Chang-wook se voit offrir le rôle de Ri Eul ; il s'entraîne durant trois mois à la prestidigitation pour camper au mieux son magicien. Fin 2020, Hwang In-yeop annonce qu'il incarne l'un des trois protagonistes centraux, celui du jeune Na Il-deung. En février 2021, Choi Sung-eun rentre en pourparlers pour rejoindre le casting en tant que Yoon Ah-yi, l'héroïne. En avril 2021, Netflix officialise la production et confirme ainsi son trio principal, Ji Chang-wook, Choi Sung-eun et Hwang In-yeop.
Le 26 juillet 2021, le tournage est interrompu : Ji Chang-wook et un membre de l'équipe sont testés positifs à la COVID-19 et doivent être mis en quarantaine. Le 11 août 2021, le comédien est guéri et le tournage peut reprendre. Les scènes finales sont tournées en septembre 2021.

## Bande originale
La musique est composée par Park Seong-il. Les paroles sont signées Kim Eana, Seo Dong-seong et Lee Chi-hoon. L'équipe met 18 mois pour créer la bande originale correspondant à l'univers onirique de The Sound of Magic. L'Orchestre symphonique national tchèque est choisi pour interpréter les morceaux. L'enregistrement des instruments à cordes a lieu au cours du second semestre 2021, aux côtés du compositeur Kim Seon Kyong.
Le compositeur Park Seong-il donne lui-même des cours de chant aux comédiens, dont il salue l'enthousiasme et le travail acharné. Pour Choi Sung-eun, chanter est l'un des aspects les plus difficiles de son rôle et elle se rend au studio d'enregistrement tous les jours pour peaufiner son interprétation. De son côté, Ji Chang-wook discute longuement avec l'équipe de production sur « la façon d'exprimer les émotions des personnages » lorsque ceux-ci passent d'un jeu classique à l'interprétation musicale.
Un premier single, intitulé Annarasumanara (coréen : 아저씨. 마술을 믿으세요 ? ; littéralement : Croyez-vous à la magie ?) et interprété par le tandem Ji Chang-wook/Choi Sung-eun, est révélé le 28 avril 2022. La bande originale complète est mise en ligne le 6 mai 2022, ce qui coïncide avec le jour où la série est diffusée sur Netflix.
| 1.    | Magic In You                                     | - Ji Chang-wook - Sondia - Ye.Z - Lee Yeseul | 3:03 |
| 2.    | My Dream Family (꿈꾸는 나의 집)                 | Choi Sung-eun                                | 3:16 |
| 3.    | Do You Believe In Magic? (당신 마술을 믿습니까?) | Ji Chang-wook                                | 4:19 |
| 4.    | Don't Make Me Dream (나를 꿈꾸게 하지 마세요)    | - Ji Chang-wook - Choi Sung-eun              | 2:59 |
| 5.    | I Mean It (진지해 지금)                          | Hwang In-yeop                                | 2:15 |
| 6.    | Merry-Go-Round (회전목마)                        | - Ji Chang-wook - Choi Sung-eun              | 3:35 |
| 7.    | A Curse of Asphalt (아스팔트의 저주)             | Ji Chang-wook                                | 3:26 |
| 8.    | Have A Good Night (잘자)                         | - Choi Sung-eun - Hong Jung-min              | 4:08 |
| 9.    | Consolation (위로)                               | Choi Sung-eun                                | 2:25 |
| 10.   | I, As A Grown Up Or A Child (어른과 아이)        | Choi Sung-eun                                | 3:45 |
| 11.   | Annarasumanara (아저씨. 마술을 믿으세요?)        | - Ji Chang-wook - Choi Sung-eun              | 3:37 |
| 12.   | Fantasy                                          | Divers                                       | 3:13 |
| 13.   | A Curse of Asphalt (Demo Ver.)                   | Zach Holmes                                  | 3:32 |
| 14.   | I Mean It (Album Ver.)                           | Hwang In-yeop                                | 3:26 |
| 15.   | Fantasy (English Band Ver.)                      | - Sondia - Namjong                           | 3:25 |
| 16.   | Merry-Go-Round (Demo Ver.)                       | - Sondia - Namjong                           | 3:32 |
| 17.   | Annarasumanara (Demo Ver.)                       | - Sondia - Namjong                           | 3:37 |
| 18.   | Fantasy (Korean Band Ver.)                       | - Sondia - Namjong                           | 3:25 |
| 60:58 |                                                  |                                              |      |

## Accueil

### Accueil en Corée du Sud

#### Récompenses
| Cérémonie        | Année | Catégorie         | Participant   | Résultat |
| ---------------- | ----- | ----------------- | ------------- | -------- |
| APAN Star Awards | 2022  | Global Star Award | Ji Chang-wook | Lauréat  |

### Accueil dans les pays anglophones
Kayti Burt, chroniqueuse pour Paste, donne à la série la note de 7,3/10. Elle salue la réalisation de Kim Seong-yoon ainsi que « les visuels époustouflants et les performances sincères des acteurs (et leurs voix solides) », affirmant que l'ensemble offre « un voyage agréable et bref dans cette histoire mouvementée ». Elle argue toutefois que le manque de clarté narrative empêche The Sound of Magic d'être réellement exceptionnel.
John Serba, journaliste pour Decider, estime que si « les épisodes trop longs pourraient être raccourcis çà et là, [la série] offre un bon équilibre entre intelligence et bêtise ».
Pierce Conran du South China Morning Post accorde 3 étoiles sur 5 au drama. Il déplore notamment le petit nombre de protagonistes et l'univers réduit ; selon lui, il s'agit d'une « fable bâclée qui aurait pu être bien plus. C'est le son de la magie sans l'émotion qu'elle procure ».
Rotten Tomatoes affiche un taux d'approbation de 100% pour The Sound of Magic; IMDb recense une moyenne de 7,5/10.

### Accueil dans les pays francophones
Le drama est bien reçu dans les pays francophones, du côté des spécialistes comme des spectateurs. L'ambiance et la bande originale sont très largement plébiscitées.
The Sound of Magic figure dans la sélection établie par Jessica Cohen, la créatrice du magazine K-Society, dans l'ouvrage K-dramas : 100 séries télé coréennes incontournables. L'autrice juge la transposition du webtoon au format sériel parfaitement réussie ; cette dernière renoue avec la poésie du support original tout en y ajoutant la musique et le dynamisme de la mise en scène. Cohen se montre dithyrambique, affirmant que l'adaptation « transcende le récit initial » : « Dans cette double quête d'identité, la série nous transporte au rythme de ses nombreuses chansons vibrantes d'émotion parfaitement intégrées à la narration. [...] Les décors colorés où se déploient des chorégraphies enchantées servent d'écrin entre réalité et fantaisie. [...] Une ode à l'espoir et à l'importance de préserver une part de magie dans nos cœurs ».
Dans son Guide des K-dramas : 150 recommandations de dramas asiatiques, la vidéaste Sam est saisie par les effets spéciaux, « les décors absolument féeriques » et l'ambiance étrange, entre réalité et imagination. Elle évoque le drama en ces termes : « Chacune des chansons [fait partie] intégrante de la narration, nous contant avec émotion et nostalgie les états d'âme des personnages. Le magicien semble être le porte-parole de tous ceux qui ne se retrouvent pas dans nos sociétés, qui ne correspondent pas au modèle et qui de ce fait en sont exclus ».
Via son livre 101 k-dramas à voir absolument, la créatrice de contenus Kelly vante « la cinématographie colorée et magique avec ses mises en scène spectaculaires », les chorégraphies éblouissantes, la bande originale ainsi que les questions philosophiques abordées. Si elle met en avant la prestation de Ji Chang-wook (« fascinant dans le rôle du magicien ; sa gentillesse, son apparence et ses talents de chanteur en font un personnage exceptionnel »), elle déplore néanmoins que son RI Eul soit si éloigné de son design d'origine. Elle estime également que le genre musical pourrait rebuter certains spectateurs.
Le site spécialisé Nautiljon recense une moyenne de 8,4/10 et SensCritique affiche une moyenne de 6,7/10.